# Puławy
Pour les articles homonymes, voir Puławy (homonymie).
Puławy (prononciation [puˈwavɨ])  est une ville dans la voïvodie de Lublin, dans le powiat de Puławy, située dans l'est de la Pologne. 
Elle est le chef-lieu de la gmina de Puławy et du powiat de Puławy.
Puławy se situe à environ 130 kilomètres au sud-est de Varsovie, capitale de la Pologne.
Sa population s'élevait à 49 839 habitants en 2006 repartie sur une superficie de 50,61 km².

## Démographie
Donnée du 31 décembre 2010:
| Description                             | Total  | Total | Femmes | Femmes | Hommes | Hommes |
| --------------------------------------- | ------ | ----- | ------ | ------ | ------ | ------ |
| Groupe                                  | Nombre | %     | Nombre | %      | Nombre | %      |
| Population                              | 48 578 | 100   | 25 910 | 53,3   | 22 668 | 46,7   |
| Densité de population (habitants/km²)   | 962,1  | 962,1 | 513,2  | 513,2  | 449,0  | 449,0  |
| Nombre de résidents âgés de 0 à 9 ans   | 4443   | 4443  | 2129   | 2129   | 2314   | 2314   |
| Nombre de résidents âgés de 10-19 ans   | 5515   | 5515  | 2659   | 2659   | 2856   | 2856   |
| Nombre de résidents âgés de 20-29 ans   | 6739   | 6739  | 3344   | 3344   | 3395   | 3395   |
| Nombre de résidents âgés de 30-39 ans   | 6543   | 6543  | 3288   | 3288   | 3255   | 3255   |
| Nombre de résidents âgés de 40-49 ans   | 6214   | 6214  | 3251   | 3251   | 2963   | 2963   |
| Nombre de résidents âgés de 50-59 ans   | 7315   | 7315  | 4139   | 4139   | 3176   | 3176   |
| Nombre de résidents âgés de 60-69 ans   | 6577   | 6577  | 3907   | 3907   | 2670   | 2670   |
| Nombre de résidents âgés de + de 70 ans | 5232   | 5232  | 3193   | 3193   | 2039   | 2039   |

## Personnalités liées à la ville
- Adam Kazimierz Czartoryski
- Princesse Izabela Czartoryska
- Adam Jerzy Czartoryski
- Maria Wirtemberska
- Adam de Württemberg (en) (1792–1847), duc de Württemberg, petit-fils de la princesse Izabela Czartoryska
- Bolesław Prus
- Beata Szymańska (pl)
- Łukasz Łakomy (2001-), footballeur né à Puławy

## Coopération internationale

### Jumelages
| Ville | Ville          | Pays | Pays        | Période             |
| ----- | -------------- | ---- | ----------- | ------------------- |
|       | Boïarka        |      | Ukraine     | depuis 2001         |
|       | Castelo Branco |      | Portugal    | depuis 2002         |
|       | Douai          |      | France      | 1er mai 2004 - 2020 |
|       | Doubliany      |      | Ukraine     | depuis 2003         |
|       | Niasvij        |      | Biélorussie | depuis 2000         |
|       | Nieuwegein     |      | Pays-Bas    | 1996-2020           |
|       | Stendal        |      | Allemagne   | depuis 1999         |